# Apolinaryzm
Apolinaryzm – jest poglądem odnoszącym się do natury Chrystusa. Nazwa pochodzi od głównego przedstawiciela tej doktryny, Apolinarego, będącego w latach około 360-392 biskupem Laodycei. Interpretując  dogmat ogłoszony na Soborze Nicejskim (325), który wobec arianizmu głosił, że oprócz natury ludzkiej, Chrystus w całej pełni posiada boską naturę. Apolinary stwierdził, że aby boskość Chrystusa mogła się w nim w pełni przejawić, Jego natura ludzka musiała być niekompletna, np. nie posiadała duszy rozumnej. Apolinaryzm kwestionował zatem integralność ludzkiej natury Chrystusa, wyznając pogląd, że posiada On tylko jedną, zmieszaną i zmodyfikowaną, naturę, w myśl słynnej formuły Apolinarego z Laodycei:

Jedna jest natura /(gr.) fysis/ Słowa Boga, które się wcieliło.

Apolinaryzm kładł też szczególny nacisk na świętość Chrystusa.
Wynikał z błędnego zrozumienia słów z Ewangelii:

A Słowo stało się ciałem i zamieszkało wśród nas. I oglądaliśmy Jego chwałę, chwałę, jaką Jednorodzony otrzymuje od Ojca, pełen łaski i prawdy.

{{Cytat}} Linki zewnętrzne: "źródło".
Kryzys związany z tą doktryną doprowadził do sprecyzowania w teologii pojęć takich jak:
- physis – natura
- hypostasis – hipostaza
- ousia – substancja, istota
- prosopon – osoba

Określenia te w apolinaryzmie były praktycznie synonimami.
Apolinaryzm został potępiony przez sobór konstantynopolitański I (381).